# Ouvrage de Thonnelle
L'ouvrage de Thonnelle est un ouvrage fortifié de la ligne Maginot, situé sur la commune de Thonnelle, dans le département de la Meuse, à quelques kilomètres de la frontière avec la Belgique.
C'est un petit ouvrage d'infanterie, comptant quatre blocs. Construit à partir de 1935, il a été épargné par les combats de mai et juin 1940, mais il a été saboté et vidé.

## Position sur la ligne
Faisant partie du sous-secteur de la tête de pont de Montmédy dans le secteur fortifié de Montmédy, l'ouvrage de Thonnelle est intégré à la « ligne principale de résistance » entre les casemates CORF d'intervalle d'Avioth et du Fresnois, à portée de tir des canons des casemates STG d'artillerie de la Laiterie à l'ouest et de Villécloye au sud, ainsi que ceux de l'ouvrage de Vélosnes plus au sud-est.

## Description
L'ouvrage est composé en surface de trois blocs de combat et d'une seule entrée, avec en souterrain des magasins à munitions (plusieurs M 2), des PC, un poste de secours, une cuisine, des systèmes de ventilation et de filtration de l'air, une usine électrique et une caserne, le tout relié par des galeries profondément enterrées. L'énergie est fournie par trois groupes électrogènes (un seul suffisait en régime normal), composés chacun d'un moteur Diesel SMIM 3 SR 19 (fournissant une puissance de 75 ch à 600 tr/min) couplé à un alternateur, complétés par un petit groupe auxiliaire (un moteur CLM 1 PJ 65, de 8 ch à 1 000 tr/min) servant à l'éclairage d'urgence de l'usine et au démarrage pneumatique des gros moteurs. Le refroidissement des moteurs se fait par circulation d'eau.
Comme plusieurs ouvrages de la Ligne, celui de Thonnelle n'a pas été terminé conformément aux plans initiaux. En effet, Thonnelle devait être un gros ouvrage d'artillerie avec une seconde entrée séparée (en 2e cycle) et un total de huit blocs de combats. En plus des quatre blocs achevés il était prévu de construire une tourelle de 75 mm modèle 1933 (2e cycle), une tourelle de 75 mm R modèle 1932, une tourelle de 135 mm et une tourelle de 81 mm (toutes trois prévues en 3e cycle).
Le bloc 1 est une casemate d'infanterie flanquant vers l'est. Elle est armée avec un créneau mixte pour JM/AC 47 (jumelage de mitrailleuses et canon antichar de 47 mm), un autre créneau pour jumelage de mitrailleuses seul, une cloche d'arme mixte et deux cloches GFM B (guetteur et fusil-mitrailleur, sur les dessus du bloc).
Le bloc 2 est une casemate cuirassée armée avec deux cloches d'arme mixte et une cloche GFM B.
Le bloc 3 est une entrée par puits sans créneau mais avec une cloche d'arme mixte, une cloche GFM B et une cloche lance-grenades.
Le bloc 4 est une casemate d'infanterie flanquant vers l'ouest en même temps qu'un bloc-tourelle, avec un créneau mixte pour JM/AC 47, un autre créneau pour jumelage de mitrailleuses seul, deux cloches GFM B (dont une sert d'observatoire avec un périscope) et la seule tourelle de l'ouvrage, une tourelle pour deux armes mixtes.

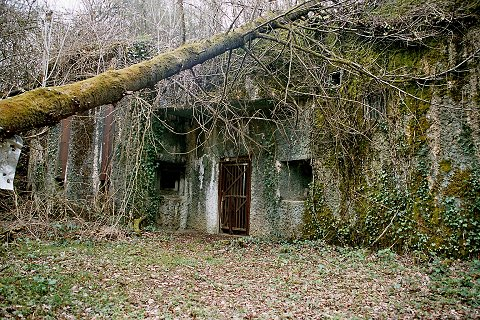
L'entrée du bloc 3.

## Histoire
Pendant l'occupation, l'ouvrage a été intégralement vidé et ses équipements soit réutilisés, soit mis à la ferraille. La calotte de la tourelle d'armes mixtes a toutefois été remise en place, et les cuirassements tels que les cloches sont restés en place, bien que dépourvus de tous accessoires.

## L'ouvrage aujourd'hui
À l'image des ouvrages immédiatement voisins, l'ouvrage de Thonnelle est encore clairement visible dans le paysage et son gros œuvre est en bon état, tout comme certains de ses cuirassements. L'intérieur est pour sa part dénué de tout équipement et sert de refuge à certaines espèces de chauves-souris.